# Challenge League
Die Challenge League (aufgrund eines Sponsorings offiziell dieci Challenge League) ist die zweithöchste Spielklasse im Schweizer Fussball. Seit der Saison 2021/22 ist das Gastrounternehmen Dieci AG Hauptsponsor der Liga.

## Geschichte

### Bezeichnungen der zweithöchsten Liga

Logo während der Saison 2008/09

Altes Logo

Frühere Bezeichnungen der zweithöchsten Schweizer Fussballliga:
- 1898–1922: Serie B
- 1922–1930: Serie Promotion
- 1930–1931: 2. Liga
- 1931–1944: 1. Liga
- 1944–2003: Nationalliga B
- seit 2003: Challenge League, teilweise mit einem Sponsorennamen:
  - 2008–2009: Dosenbach Challenge League[1]
  - 2013–2021: Brack.ch Challenge League
  - 2021–: dieci Challenge League

### Anzahl der Mannschaften
Zu Beginn der Challenge League in der Saison 2003/04 spielten 17 Mannschaften in der Liga. In den Folgejahren wurde die Liga auf 18 Mannschaften aufgestockt. In der Saison 2008/09 reduzierte man die Anzahl der Mannschaften auf 16, um die Liga attraktiver zu machen.
In einem am 12. November 2010 gefassten und am 21. Mai 2011 bestätigten Entscheid beschloss der Schweizerische Fussballverband bzw. dessen Abteilung Swiss Football League eine Reform der Challenge League, laut der die Anzahl der Teams zur Saison 2012/13 hin von 16 auf 10 reduziert wurde. Die Absteiger spielten fortan in einer neuen, schweizweit ausgetragenen, dritten Spielklasse, die zum Zeitpunkt der Einführung den Namen 1. Liga Promotion trug und inzwischen Promotion League heisst.

### TV-Situation
Um der Challenge League einen höheren Stellenwert im Schweizer Fussball einzuräumen, wurde in der Saison 2007/08 ein Massnahmenpaket in drei Bereichen erstellt. Dieses enthält den technischen Betrieb, die Kommunikation und die Vermarktung der Liga. So wurden unter anderem, erstmals in der Geschichte der zweithöchsten Schweizer Liga, Fussballspiele live im Fernsehen (Schweizer Sportfernsehen) und im Internet übertragen. Dies wurde auch in der Saison 2008/09 fortgesetzt. 2008 wurde auch ein Hauptsponsor analog der Super League gefunden, der allerdings nach nur einer Saison wieder ausstieg. Ab der Saison 2012/13 übertrug der Pay-TV-Sender Teleclub in jeder Runde eine Partie live (Montag 19:45 Uhr). Ab der Saison 2017/18 wurden zwei Spiele auf dem Pay-TV-Sender Teleclub sowie im Free-TV auf Teleclub Zoom live übertragen. Die beiden Begegnungen fanden am Freitag und am Montag jeweils um 20:00 Uhr statt. Ebenso werden die Highlights sämtlicher Partien auf Teleclub Zoom in Form der Sendung «Alle Spiele, alle Tore» gezeigt. Seit der Saison 2021/22 findet das Live-Spiel auf dem frei empfangbaren Sender blue Zoom jeweils am Freitagabend um 20:15 Uhr statt.

### Spielbetrieb/Ausbildungsliga
Seit der Saison 2021/22 dürfen die Clubs der Challenge League in ihrer 1. Mannschaft höchstens drei (zuvor: vier) Ausländer gleichzeitig einsetzen. Die Anzahl nicht lokal ausgebildeter Spieler auf der Matchkarte (mit max. 18 Plätzen) ist auf sieben (zuvor: neun) beschränkt. Die Gesamtzahl der in der Meisterschaft spielberechtigten Spieler jedes Clubs (Kontingentsliste) wird in der Challenge League auf 21 Spieler beschränkt, davon maximal 9 nicht lokal ausgebildete Spieler. Die lokal ausgebildeten Spieler unter 21 Jahren zählen für das erwähnte Kontingent nicht und müssen deshalb nicht auf der Kontingentsliste aufgeführt werden. Als lokal ausgebildet gelten Spieler – unabhängig von ihrer Staatsangehörigkeit oder ihrem Alter – dann, wenn sie im Alter zwischen 15 und 21 für drei vollständige Spielzeiten oder über einen Zeitraum von 36 Monaten bei einem Club des Schweizerischen Fussballverbandes (SFV) registriert waren.

## Spielmodus
Mit dem neuen Namen wurde 2003 auch ein geänderter Modus eingeführt, wonach zwei Teams jeweils innerhalb einer Woche ein Hin- und Rückspiel austrugen und die Resultate wie im UEFA-Cup zusammengezählt wurden. Der Sieger dieser Direktbegegnung bekam zusätzlich zwei Punkte gutgeschrieben. Nach nur einer Saison wurde diese Neuerung jedoch wieder abgeschafft.
In der Challenge League spielen aktuell 10 Teams gegeneinander. Die Meisterschaft wird im Ligasystem und in einer Doppelrunde ausgetragen. Jeder Verein trifft viermal auf jeden Gegner, zweimal vor heimischem Publikum, zweimal auswärts. Insgesamt absolviert jeder Verein somit 36 Spiele pro Spielzeit. Am Ende der Saison steigt der Erste direkt in die Brack Super League auf, der Zweite bestreitet die Barrage gegen den 11. der BSL. Der Letzte der dieci Challenge League steigt direkt in die Promotion League ab und wird durch den 1. aus dieser Meisterschaft ersetzt - vorausgesetzt er ist im Besitz der erforderlichen Lizenz.

## Mannschaften
| Aarau |

| Bellinzona |

| Carouge |

| Lausanne |

| Nyon |

| Neuenburg |

| Rapperswil-Jona SG |

| Vaduz |

| Wil |

| Yverdon |

In der Saison 2025/26 spielen in der Challenge League folgende 10 Mannschaften:
|                         | Team                    | Trainer            | Stadion                        | Kapazität | Platzierung Saison 2024/25 |
| ----------------------- | ----------------------- | ------------------ | ------------------------------ | --------- | -------------------------- |
| FC Aarau                | FC Aarau                | Brunello Iacopetta | Stadion Brügglifeld            | 8'450     | 2.                         |
| AC Bellinzona           | AC Bellinzona           | Giuseppe Sannino   | Stadio Comunale                | 5'000     | 7.                         |
| Étoile Carouge FC       | Etoile Carouge FC       | Pedro Nogueira     | Stade de la Fontenette         | 4'111     | 3.                         |
| Neuchâtel Xamax         | Neuchâtel Xamax         | Anthony Braizat    | Stade de la Maladière          | 11'997    | 8.                         |
|                         | FC Rapperswil-Jona 1928 | David Sesa         | Stadion Grünfeld               | 2'950     | Aufsteiger                 |
| FC Stade Lausanne-Ouchy | FC Stade Lausanne-Ouchy | Dalibor Stevanovic | Stade Olympique de la Pontaise | 14'705    | 4.                         |
| Stade Nyonnais          | Stade Nyonnais          | Andrea Binotto     | Stade de Colovray              | 2'960     | 9.                         |
| FC Vaduz                | FC Vaduz                | Marc Schneider     | Rheinpark Stadion              | 7'564     | 6.                         |
| FC Wil                  | FC Wil 1900             | Marco Hämmerli     | Lidl Arena                     | 5'530     | 5.                         |
|                         | Yverdon Sport FC        | Adrian Ursea       | Stade Municipal                | 5'100     | Super League, Absteiger    |

## Aufsteiger in die Super League
| Jahr | Aufsteiger                   | Barrage-Teilnehmer      | Barrage-Ergebnis                                           |
| ---- | ---------------------------- | ----------------------- | ---------------------------------------------------------- |
| 2004 | FC Schaffhausen              | FC Vaduz                | verloren (0:2, 2:1) gegen Neuchâtel Xamax                  |
| 2005 | Yverdon Sport FC             | FC Vaduz                | verloren (1:1, 0:1) gegen den FC Schaffhausen              |
| 2006 | FC Luzern                    | FC Sion                 | aufgestiegen (0:0, 3:0) gegen Neuchâtel Xamax              |
| 2007 | Neuchâtel Xamax              | AC Bellinzona           | verloren (1:2, 1:3) gegen den FC Aarau                     |
| 2008 | FC Vaduz                     | AC Bellinzona           | aufgestiegen (3:2, 2:0) gegen den FC St. Gallen            |
| 2009 | FC St. Gallen                | FC Lugano               | verloren (1:0, 0:5) gegen den FC Luzern                    |
| 2010 | FC Thun                      | FC Lugano               | verloren (1:2, 0:0) gegen die AC Bellinzona                |
| 2011 | FC Lausanne-Sport            | Servette FC             | aufgestiegen (0:1, 3:1) gegen die AC Bellinzona            |
| 2012 | FC St. Gallen                | FC Aarau                | verloren (0:3, 1:0) gegen den FC Sion                      |
| 2013 | FC Aarau                     | keine Barrage           | keine Barrage                                              |
| 2014 | FC Vaduz                     | keine Barrage           | keine Barrage                                              |
| 2015 | FC Lugano                    | keine Barrage           | keine Barrage                                              |
| 2016 | FC Lausanne-Sport            | keine Barrage           | keine Barrage                                              |
| 2017 | FC Zürich                    | keine Barrage           | keine Barrage                                              |
| 2018 | Neuchâtel Xamax              | keine Barrage           | keine Barrage                                              |
| 2019 | Servette FC                  | FC Aarau                | verloren (4:0, 0:4 n. V., 4:5 i. E.) gegen Neuchâtel Xamax |
| 2020 | FC Lausanne-Sport            | FC Vaduz                | aufgestiegen (2:0, 3:4) gegen den FC Thun                  |
| 2021 | Grasshopper Club Zürich      | FC Thun                 | verloren (1:4, 3:2) gegen den FC Sion                      |
| 2022 | FC Winterthur                | FC Schaffhausen         | verloren (2:2, 0:2) gegen den FC Luzern                    |
| 2023 | FC Yverdon FC Lausanne-Sport | FC Stade Lausanne-Ouchy | aufgestiegen (2:0, 4:2) gegen den FC Sion                  |
| 2024 | FC Sion                      | FC Thun                 | verloren (1:1, 1:2) gegen den Grasshopper Club Zürich      |
| 2025 | FC Thun                      | FC Aarau                | verloren (0:4, 1:0) gegen den Grasshopper Club Zürich      |